# Gao Xiumin
Gao Ziumin (kinesisk: 高秀敏 pinyin: Gāo Xiùmǐn, født 21. august 1963) er en tidligere kvindelig kinesisk håndboldspiller der deltog under Sommer-OL 1984.
I 1984 var hun med på de kinesiske håndboldhold som vandt en bronzemedalje. Hun spillede i tre kampe og scorede tre mål.